# Spike Witwicky
Spike Witwicky es un personaje regular en el Transformers cómics y series de televisión.
Spike y el resto de los miembros de la familia Witwicky son los aliados más cercanos de los Autobots. Su lema es "Sin sacrificio, no hay victoria". Aparecieron en la serie de televisión y el cómic original y más tarde en las películas de acción en vivo, bajo el nombre de Sam Witwicky.￼￼

## Nombre
Contrariamente a la creencia popular, Witwicky es un nombre real, pero uno infinitamente raro. El Índice de la Muerte del Seguro Social registra el paso de solo dos personas con ese nombre en los Estados Unidos en los últimos 50 años. Sin embargo, la palabra alternativa Witwicki es relativamente más frecuente, que ocurre 33 veces en la muerte de la Seguridad Social Índice. Es posible que el nombre proviene de la Polonia / Ucrania zona de Europa del Este, específicamente el pueblo de Witwica , y que el propio nombre significa "el de Witwica".

## Cómics

### Marvel Comics
El papel desempeñado por el joven Spike en la serie animada se llenó en el cómic de Marvel serie de libros de su hermano menor, Buster, exclusivo de esa continuidad. De hecho, Buster estaba destinado totalmente a existir en lugar de Pico de la serie de cómics, hasta el lanzamiento del juguete Fortress Maximus en 1987, que incluyó a Spike como socio director, por lo tanto, que requiere la introducción apresurada de Pico en la continuidad del cómic.
Volviendo a casa de la universidad para descubrir que el garaje de su padre había sido destruida, Spike investigó la base abandonada de los Autobots en Mount Saint Hillary , el aprendizaje que Buster había sido capturado por los Decepticons base en la Tierra. Una vez allí, se encontró con un grupo de nuevos Autobots, liderados por Fortress Maximus, que acababa de llegar del planeta Nebulos, y en un ataque posterior por Scorponok 'grupo de Decepticons s, Fortaleza Maximus socio Nebulon, Galen Kord , fue asesinado en un desprendimiento de rocas. Antes de morir, le dio su casco de control a Spike, lo que permite al niño a controlar Fortress Maximus en la batalla y obligar a los Decepticons a retirarse. A raíz de la batalla, Spike aceptó la oferta de los Autobots para ser totalmente binaria unido a Fortress Maximus como su nuevo socio director con el fin de salvar a Buster de los Decepticons.
Como Fortress Maximus, Spike lideró el ataque en la base de la isla de los Decepticons, derrotando Shockwave en una batalla el espacio exterior, pero no poder rescatar a Buster, y dirigiéndose a los otros Autobots base en la Tierra en busca de ayuda. Comandante interino Grimlock se negó, indignado ante la idea de un ser humano que lleva a los Autobots, pero cedió cuando vio a la racionalidad de la acción durante un ataque masivo Decepticon en las fuerzas Autobot. Con el fallecido Optimus Prime posteriormente restaurado a la vida como un Powermaster , Spike rescató Buster de los Decepticons en medio del caos causado por Starscream intento 's para ganar el poder de la base blanca .
Tras ese choque, Spike, después de haber logrado lo que se propuso hacer, intentó abandonar su vida Autobot, y volver a vivir una vida humana normal. Por desgracia, su conexión con Fortress Maximus demostró ser mucho más profunda de lo que nadie sabía cuando fue atacado por los Decepticon Pretender Bestias, snarler y Carnivac , y descubrió que la mente de Maximus en realidad siguió existiendo dentro de su propio. A pesar de recombinar con Maximus para derrotar a los Decepticons, Spike otra vez volvió el cuerpo de Maximus y su exo-traje a los Autobots, y tuvo éxito por un corto tiempo en vivir una vida normal, hasta que se sintió atraído por el accidente del Arca en Canadá en 1991. Uniéndose a Fortress Maximus nuevo, derrotaron a los enloquecido Galvatron , y algún tiempo después, entregó su vida para detener los planes de Megatron sacrificándose para destruir el Arca.
El post-película de Spike aparece en la historia "Guerras Tiempo", persuadiendo Rodimus Prime para retrasar su viaje atrás en el tiempo el tiempo suficiente para detener un ataque contra un asentamiento humano por los Terrorcons . (Debido a la interrupción temporal más adelante en esta historia, es posible este futuro más tarde fue borrado de la línea de tiempo.)
Pico también está presente en el suplente 2009 se ve en "Rhythms of Darkness", en colaboración con el puñado de sobrevivientes Autobots liderados por vagabundeo . Estuvo acompañado por una mujer aparentemente afroamericana llamada Lisa, con quien compartió una atracción mutua, pero no correspondido. Pico participó en lo que todos los involucrados se espera que sea un ataque suicida en la ciudad fortaleza Decepticon, adjuntando la bandera de Estados Unidos a su cumbre para demostrar al resto del mundo, que estaban a punto de lanzar un ataque nuclear en la zona, que la población de América todavía estaba luchando. Después de Galvatron fue sacado por la fuerza de esa línea de tiempo, es de suponer que fue a reunirse con los Autobots en su batalla contra los Decepticons restantes.

### Diversión Publicaciones
Pico fue capaz de mantener a todos de hurgar en el Arca por un año o dos, pero finalmente dejó de ser Fortress Maximus a tiempo completo para que pudiera vivir su vida. Por desgracia, eso significaba que algunas personas codiciosas / aburridos pudieron colarse en el Arca y hurgar en 1994 ... despertando Megatron! Con armamento nuclear vuelto contra ciudades de la Tierra por el equipo Arca y Decepticons zombis vagando la Tierra, Spike se convirtió en Fort Max de nuevo y llevó una batalla final junto Josie Beller y GB Blackrock . La batalla final fue un fracaso: Fort Max fue asesinado y la mente de Spike y el sistema nervioso se fue con él.
Blackrock, sin embargo, utiliza la tecnología neural cibernético de Beller y unido con piezas de Spike director, llevándole atrás a la vida ', retardando su envejecimiento, y dándole poderosos poderes eléctricos. Tomando el nombre de Circuito-Smasher , Spike se convirtió en el arma principal de los rebeldes en Argus Base contra el genocidio de Megatron. Por desgracia, solo podía hacer tanto y los cadáveres Decepticon eran incapaces de ser asesinados de forma permanente (de nuevo), y en 2012 fue lo suficientemente enojado para atacar a los Autobots primero que vio a la vista, culpándolos de la desaparición de la Tierra. Solo algunas apelaciones de Topspin y compañero rebelde Gordon Kent calmaron a Spike abajo.
Lideró a los Autobots de auxilio a Argus Base, llenándolos en la destrucción de la Tierra y cómo fue esta culpa del Arca. Luego formó parte de una conferencia con Springer, Blackrock, Kent, y Tormenta de arena, corriendo a través de sus nuevas opciones ahora los de auxilio fueron en la Tierra, solo para ser interrumpido por una emisión de Megatron, burlándose de los Autobots con el cuerpo torturado de Kup. Spike, junto con algunos de los de auxilio y un puñado de seres humanos armados con Battlesuits , atacó el Arca, con la intención de cerrar su superordenador tía . Antes de atacar, Spike dejó claro que eran para desactivar el Arca, y si él comenzó a sospechar cualquiera de ellos estaban pensando de intentar conseguir de nuevo bajo control y usarlo para irse, él se estrellaría todos y cada uno de sus circuitos. Él criticó a un proyectil que fue lanzado en uno de los seres humanos. Después Leadfoot fue arruinado por las defensas auto-torreta del Arca, Spike ordenó fríamente a todos a mantenerse en movimiento, diciendo que todos los de auxilio eran prescindibles. Una vez que se rompió a través de las defensas exteriores de la arca, tía desplegó Guardián para protegerse. Como los de auxilio y los humanos lucharon contra los Guardianes, Spike se infiltró en el Arca, pero fue detectado por la tía, que lo detuvo. Sin embargo, Spike todavía era capaz de usar sus poderes para aplastar a todos y cada uno de los circuitos de tía, la desactivación de ella y los Guardianes. Después de Megatron y su ejército fueron atendidos, Spike llegó a Optimus Prime, diciéndole que él y los demás habían decidido por unanimidad de los Autobots que abandonan la Tierra para siempre. Cuando el Primer ofreció a ayudar, Spike rechazó airadamente la oferta, advirtiendo Optimus no hacer pedirles que dejar más de una vez.

### Dreamwave Producciones
En la re-imaginación del universo G1 por siglo 21 Dreamwave Producciones , Spike se le dio un fragmento de la matriz por Optimus Prime, cuando los Autobots partió de la Tierra en 1999, teniendo finalmente capturados los Decepticons, y con la intención de devolverlos a Cybertron. No llegaron tan lejos, como una explosión arrancó su oficio, el Arca II, además poco después de que salió de la atmósfera terrestre, dejando a los Transformers, y el pequeño equipo humano - incluyendo al padre de Spike - que se cree muerto.
Sin embargo, en 2002, Spike - ahora casada con Carly y padre de Daniel - encontró que éste no era el caso cuando se le acercó Hola General de las fuerzas armadas estadounidenses. Un terrorista, Adam Grajo, había recuperado varios de los inactivos (pero funcional) de los transformadores y los llevó bajo su control, con la intención de venderlos en el mercado negro como armas de destrucción masiva; con el fin de detenerlo, el ejército se había recuperado un transformador propio. Eso transformador era Optimus Prime, quien a Spike fue capaz de reactivar reemplazando el fragmento Matrix. Desafortunadamente, Spike pronto descubrió que era Hola parte de un esquema aún más loco, después de haber trabajado originalmente con torre en el desarrollo del programa de Transformador de control, y de ser traicionado por él. Confrontando Hola justo cuando lanzó un misil nuclear en San Francisco , Spike se quitó la vida en sus manos y casi conoció a su final, hasta Hola fue abatido a tiros por agentes militares.
En el Más que el ojo series perfil del personaje, se muestra Dreamwave pretende finalmente han de Spike convertirse en un socio director de Fortress Maximus. Sin embargo, a diferencia de otras entradas similares en la serie MTMTE, no se proporcionó información acerca de Spike en todo dejando a muchos lectores con más preguntas que respuestas. Pero con Dreamwave cierre, esta historia nunca se puede llegar a ser.

### IDW Publishing
De Spike Witwicky es el hijo del general de cuatro estrellas "Bujía" Witwicky. Desde muy joven, quería ser un soldado como su papá idolatrado. Bujía menudo lo llevó en viajes de campamento largas en el bosque, y este estilo de vida al aire libre causado a Spike para desarrollar una aversión por confiar en las máquinas.
Se reunió con su amigo Joe Henderson en la Academia Naval de Estados Unidos en Annapolis. En este punto, Spike había dejado sus lazos familiares van a la cabeza y era insufriblemente arrogante y odioso. Peor aún, empezó a actuar como si estuviera en una película de acción, el tratamiento de todos los demás como las cosas "cool" apoyar carácter y hacerlo como romper las reglas, actuar imprudente, y tomando venganzas personales, que es menos "cool" y más "peligroso e ilegal "en la vida real. Pero desde que era a la vez protegido por su padre y también genuinamente inteligente y competente, como un soldado, fue capaz de salirse con la suya. Se graduó segundo en su clase y fue a trabajar a las fuerzas especiales, donde continuó a actuar como si estuviera en un cuento.
A raíz del devastador ataque de los Decepticons en la Tierra, el Comandante de Spike Witwicky conoció a su padre en el interior de un búnker secreto donde los restos del ejército de los Estados Unidos se habían reunido para montar una contraofensiva desesperada. Lamentablemente, Sparkplug había seleccionado a Spike para una misión de asesinar al líder de los Decepticons, Megatron , aunque temía que su hijo no lo haría de nuevo. Era una misión suicida, pero de Spike era el más calificado. Pico aceptó, a pesar de las consecuencias, pero ignoró las súplicas de su padre para que él llama su madre preocupada primero.

### Butch Witwicky
Butch Witwicky es el nombre de Sparkplug Witwicky's que aparece en el 1985 Bosque Misión de Rescate de libro para colorear publicado por Marvel Libros.
En el precio de la verdad historia, cuatro hermanos Witwicky, Spike, Buster, Butch y Bruce "Buzz" Witwicky, aparecieron como los malos homólogos universo espejo de los Witwickys. Pico era el líder del grupo, que se aliaron con Rodimus y los malos Autobots, guiándolos en la Tierra y ayudar en la toma de control temporal de la base de la fuerza aérea Burbleson y el sistema DIOSES satélite. En Transhuman, Butch trajo el Autobot de la puerta posterior con él a la escuela para aterrorizar a los estudiantes, solo para ser detenido por el emulador.

## Serie de dibujos animados
El más famoso de todos los aliados humanos los Autobots, Spike Witwicky (voz de Corey Burton en la versión en Inglés y en la versión japonesa por Mostrar Hayami cuando era joven y por Masashi Ebara como adulto) era catorce años, ayudando a su padre , bujía, en su trabajo sobre una costa afuera de la plataforma petrolera cuando los Transformers entraron en su vida en 1984. Un Decepticon ataque a la plataforma de la izquierda Spike y bujía en peligro donde fueron rescatados por Optimus Prime . Después, ofrecieron su amistad y ayuda a los Autobots, enseñándoles acerca de las formas de la Tierra. Pico tenía mucho que aprender acerca de los robots en disfraz, sin embargo, como una de sus primeras acciones lo vio sin querer llevar el disfrazada Soundwave en la Sede de Autobot. Más tarde ayudó Hound en la batalla contra el Rumble . Cuando los Autobots estaban planeando regresar a su planeta de origen de Cybertron , tenía la intención de ir con ellos.
Sin embargo, eso no iba a ser como el resurgimiento del invicto Decepticons mantuvieron los Autobots en la Tierra, protegiéndola y sus habitantes de sus enemigos. Pico demostró una valiosa fuente de información para los Autobots, enseñándoles acerca de temas tales como los dinosaurios y varios deportes terrestres. También se reunió con ellos en viajes a lugares tan fantásticos como Cybertron, Dinobot Island y medieval de Inglaterra . Sin embargo, se sometió a su propia cuota de problemas, en ocasiones de ser capturado por los Decepticons, por diversas razones, y sufriendo la tortura de ver a su propio padre lavado el cerebro bajo control Decepticon. En otra ocasión recibió daño cerebral en un ataque Decepticon. Para salvar su vida, su mente fue transferida a un cuerpo del transformador llamado Autobot X creado por su padre, mientras que su cuerpo sano. Desafortunadamente, el proceso condujo a Spike en el pensamiento de que él era un " Frankenstein monstruo ", y él puso del lado de los Decepticons en un ataque contra los Autobots. Sin embargo, vio la verdad después de casi matar a su propio padre con Megatron en el modo de arma. Se volvió la potencia de fuego de Megatron en los otros Decepticons, y, finalmente, su mente se puso de nuevo en su propio cuerpo. Pico formó una rápida amistad con el joven Autobot, Bumblebee , y los dos a menudo se aventuró y viajaron juntos.
En una particular aventura en 1985, cuando tenía quince años de edad, Spike conoció a una chica llamada Carly. De inmediato se enamoró de ella, aunque Carly estaba más interesado en llegar a conocer a los Autobots en un primer momento. Conforme pasó el tiempo, Carly desarrolló una atracción a Spike ya través de aventuras juntos, incluyendo una misión en solitario a Cybertron, que floreció en un romance. En el episodio "Un Raider Decepticon en corte del Rey Arturo" Warpath , alzamiento y Spike combatían Starscream , Ramjet , Rumble y Ravage en Inglaterra. Baja en el poder, los Autobots y los Decepticons descubrió una formación de piedra mágica llamada el Montículo Dragón y fueron transportados de vuelta al año 543. Aunque Starscream trató de hacerse cargo de un castillo y construir un nuevo imperio con él mismo como señor, la ayuda de los caballeros locales y un asistente repostar los Autobots, que derrotó a los Decepticons. Después de derrotar a un dragón que anida en el Montículo del dragón, los Autobots y los Decepticons regresaron a su propio tiempo, donde se reunieron con la lucha en la actual Inglaterra.
Al entrar en la veintena, Spike y Carly se casaron, y en 1993, Carly dio a luz a un hijo, Daniel. Como el propio Pico hizo mayor, su experiencia y cercanía con los Autobots vieron lo nombró embajador oficial de la Tierra a Cybertron, pero como los Autobots presionado su ataque para recuperar Cybertron de los Decepticons en 2005, el 35-años de edad, de Spike estaba estacionado en la Base Lunar Dos , que fue atacado y consumida por el planeta-comedor, Unicron . El uso de una armadura de batalla "exo-traje de" transformar, Daniel rescató a su padre antes de Unicron fue destruido. Aunque Spike estaba generalmente limitado a la realización de tareas más diplomáticas lo largo de 2006, que fue fundamental en la derrota inicial de la invasión de Quintessons , destruyendo el mecanismo que los extraterrestres habían utilizado para inmovilizar todos los Transformers y liberarlos. En 2007, Spike fue uno de los transformadores y los seres humanos criticó al planeta Nebulos por las energías de la Cámara de Energía Plasma , donde se realiza el proceso que une algunos Autobots con un grupo de rebeldes Nebulan para formar los directores . Más tarde, Spike se convirtió en un director, la fusión con el Autobot pacifista, Cerebros , quien a su vez se combina con un cuerpo gigante de Spike transformador había creado, formando Fortress Maximus. Con el poder de Fortress Maximus, Spike rescató a Daniel de las garras de los Decepticons, y estaba en el proceso capaz de redirigir la energía destructiva creada por la apertura de la Cámara de Energía Plasma para revitalizar Cybertron, la creación de una nueva edad de oro. Al otro lado del Océano Pacífico , en Japón, sin embargo, fueron golpeados los acontecimientos de 2007, y se sustituye con una nueva serie de larga duración, titulado Transformers: Los Directores . Debido a la diferente concepción de directores en Japón, que no incorporan Nebulans o seres humanos, Spike no era un componente de Fortress Maximus en esta serie, pero todavía juega un papel importante en las relaciones Cybertron / Tierra. En un momento, tan desesperados por la paz, Spike incluso organizó negociaciones entre él y Galvatron , con la esperanza de desarrollar un programa de producción de energía conjunta - la esperanza que pronto se desvanecieron.
En Transformers Animated episodio "Basura entra, basura sale", un hombre que se parecía mucho a Spike estaba tratando de conseguir una chica de pelo rubio en el hospital mientras ella estaba de parto. La mujer se refirió a él como "Spike". En BotCon 2008, se confirmó que este hecho se pretendía ser Spike y Carly (con Corey Burton retomando su papel de Spike, específicamente el adulto después de la película de Spike), y dado que Daniel ya se había visto en la serie también fue Carlee en trabajo de parto de su segundo hijo. En "Transform and Roll Out", un segmento acerca de las maravillas de la sociedad moderna y el impacto que los robots han tenido sobre ella, Spike fue visto con su esposa y el hijo de comprar algún tipo de salchicha bunless de origen dudoso de un carro proveedor robot. En "Basura entra, basura sale", Spike le hizo señas a una ambulancia que pasa porque su esposa estaba a punto de dar a luz. Después de ser arrastrado a una escena de persecución, robo a mano armada y lucha robot gigante, optó por tomar un taxi en lugar. Daniel es el hijo de Carly y Spike Witwicky. Desde que sus padres trabajan para el profesor Sumdac, se ve obligado a ser amigos con su hija, Sari , como se ve en "Sound and Fury". Daniel, Carly y Spike también fueron vistos en las dos partes de "error humano", simulaciones por ordenador de los que montan un autobús en la primera parte, mientras que su ser adecuadas aparecieron en el segundo. Daniel aparecería más adelante en un corto de animación en la que pidió a Optimus Prime en su remolque va cuando se transforma en modo robot, una cuestión en la que incluso el propio Optimus no puede encontrar la respuesta.

## Manga
En el manga japonés "Guerra Grande" # 2 del Autobots Rodimus Prime , Grimlock , Kup y Wheelie , junto con sus aliados humanos de Spike Witwicky y Daniel Witwicky enviar Computron a la batalla contra Galvatron 's nuevo guerrero combinador Abominus . Los Terrorcons escupir "líquido corrosivo de control" en contra Computron, tomar el control de él y lo convierta en un Decepticon. Pico utiliza por suerte su nuevo Exosuit liberar Computron con "spray de defensa." Derrotado, Galvatron se retira.

## Libros
Spike fue presentado en el 1985 Encuentra tu destino libro Júnior llama Batalla Drive por Barbara Siegel y de Scott Siegel. Spike también apareció en los 1985 Transformadores de audio libros Autobots 'Rayo . En este libro, él se decía que era un estudiante de ingeniería. Él también apareció en Lucha de Megatron Para Poder , Autobots Lucha Volver , Furia del Laserbeak , Ataque aéreo de Galvatron y los Decepticons escondite.

## Líneas de juguetes
El juguete más grande de Transformers Generación 1, Fortaleza Maximus tiene múltiples configuraciones altmode. Se transforma en un modo compacto "de la ciudad", y también puede suponer un modo secundario se describe en la instrucción de los Estados Unidos como una "estación de combate". Este modo se marcó de nuevo como una nave espacial para las instrucciones de japoneses, y es el modo de "default" para Fort Max en los directores serie animada. Además, el 1987 Catálogo de juguetes Hasbro presenta un Fortress Maximus mal transformado en un modo a que se refiere como una "fortaleza impenetrable", que consiste esencialmente en su modo de ciudad con las piernas extendidas hacia el exterior. En todos los modos, Maximus tiene una amplia gama de pop-out (no-cocción) armas y trucos. Su pierna izquierda se esconde una pequeña celda de la prisión, además tiene un cañón / helipuerto swing-out. Su pierna derecha tiene un compartimiento de almacenamiento pequeña. Su torso tiene un spinner engranajes activados para el accesorio desmontable gama de radar, una "toma de control" para el modo de "torre de comunicaciones" Cerebros ', y un ascensor de trabajo que puede levantar juguetes pequeños hasta la rampa central que se lanzará en sus modos alternos . (La manivela para este ascensor que termina en una situación muy desafortunada en modo robot.) Cada brazo tenía una larga rampa en la parte posterior con los lanzadores de deslizamiento para vehículos pequeños. Su cabeza en modo robot está formado por Cerebros, que en realidad no necesita de Spike para adjuntar a la parte superior del cuerpo. Vino con ambas unidades director, además de la Junta y ojal mini-vehículos.
La versión japonesa de Fortress Maximus llegó con un par de espadas; uno para Fortaleza, una grande para Maximus. Aún no se sabe si las espadas fueron planeados originalmente para la versión de Hasbro, pero cayeron por las preocupaciones de los precios o de seguridad, o si eran una adición iniciada por Takara a su lanzamiento del juguete. Durante su época de liberación, Fortress Maximus se vendía en 89,99 dólares, convirtiéndose en el más caro de los transformadores del juguete en el mercado de los Estados Unidos (un récord que no se cumplió o se rompe durante casi dos décadas, hasta el lanzamiento del 20 ° Aniversario de DVD Edición Optimus Prime y Ultimate Bumblebee ). Maximus fue también el tercero más caro juguete Hasbro produjo en el momento (detrás de la USS Flagg y desafiante Complejo transbordador espacial desde la GI Joe serie). Este juguete fue diseñado por Koujin Ohno, y está archivado en EE. UU. D305,786 patente. [ 8 ] de Spike Witwicky se libera de nuevo como parte de la prima de Optimus liberación Masterpiece 10. [ 9 ] Una nueva estatuilla de 2 pulgadas de Pico se incluye con el Autobot Backfire como parte de la línea de la Alianza Humana. Detonación transforma de un ATV de tres ruedas para robot o un mayor Blaster Mech Tech que se puede utilizar con Voyager de figuras clase del líder.
En 2014, una nueva figura de Spike Witwicky fue lanzado junto Masterpiece MP-21 Bumblebee. La figura viene en una exosuit que se transforma en un coche micro, como se ve en The Transformers: The Movie.